# فریتس شور (دوچرخه‌سوار)
فریتس شور (هلندی: Frits Schür؛ زادهٔ ۲۲ ژوئن ۱۹۵۰) دوچرخه‌سوار اهل هلند است.
وی در مسابقات کشوری و بین‌المللی در مجموع برندهٔ ۱ مدال نقره شده‌است.